# 希爾茲 (北達科他州)
希爾茲（英語：Shields）是位於美國北達科他州格蘭特縣的非建制地區。

## 歷史
希爾茲的郵局自1896年營運至今。

## 地理
希爾茲所處的海拔為高於海平面551米（即1808英呎），而該地所採用的時區為UTC-7，即北美山地时区（MST）。同時該地設有夏令時間，為UTC-7調快一小時，即UTC-6（MDT）。